# Epeirotypus chavarria
Espèce
Epeirotypus chavarria est une espèce d'araignées aranéomorphes de la famille des Theridiosomatidae.

## Distribution
Cette espèce est endémique du Costa Rica.

## Description
Les mâles mesurent de 1,4 à 2,0 mm et les femelles de 2,0 à 2,8 mm.

## Étymologie
Cette espèce est nommée en l'honneur de Rafael Chavarría Salicetti (1929-1981).

## Publication originale
- Coddington, 1986 : The genera of the spider family Theridiosomatidae. Smithsonian Contributions to Zoology, no 422, p. 1-96 (texte intégral).